# دانشگاه جهرم
دانشگاه جهرم دانشگاهی دولتی و جامع در شهر جهرم و دومین دانشگاه جامع برتر استان فارس است. این دانشگاه در سال ۱۳۵۲ شروع به کار کرد و در حال حاضر با ۵۰  عضو هیئت علمی و ۱۲۰۰ دانشجو در قالب ۲ دانشکده و ۱۰ گروه علمی در پردیسی به وسعت ۲۰ هکتار مشغول به فعالیت است. هم‌ اکنون دکتر محمد عباس‌زاده رئیس این دانشگاه است.
دانشگاه جهرم یکی از دانشگاه‌های برتر کشور در زمینه کشاورزی است و در این زمینه چندین تفاهم‌نامه همکاری با دانشگاه‌های داخلی به امضا رسانده است.
مراکزی همچون مرکز رشد فناوری، مرکز آپا، مرکز استانی جذب هیئت علمی و امکاناتی همچون ۵ آزمایشگاه تخصصی، مجموعه ورزشی (زمین چمن مصنوعی، و باشگاه ورزشی)، مرکز سلامت و تندرستی، مرکز جامع مشاوره، سلف سرویس و کتابخانه در این دانشگاه مستقرند.

## تاریخچه

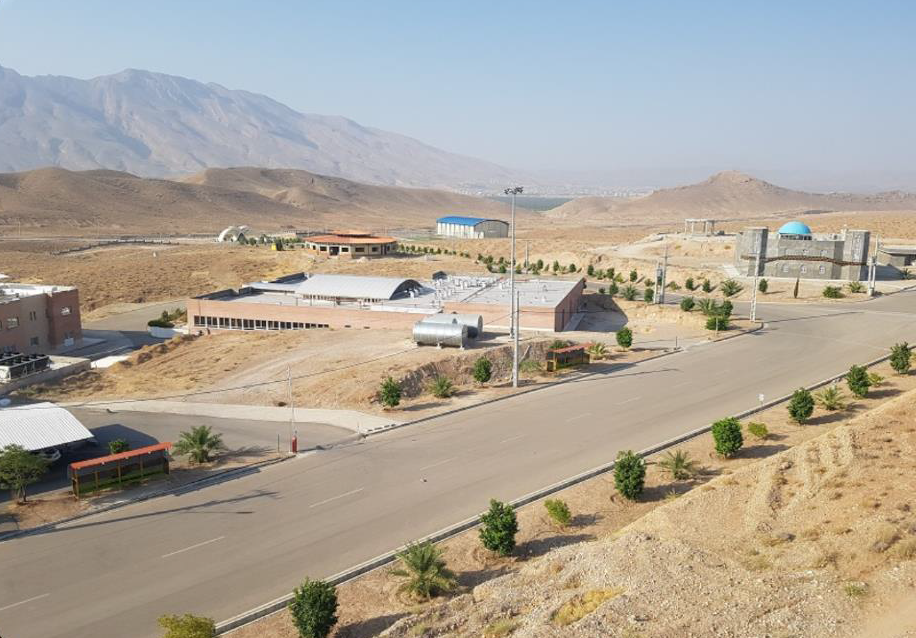
نمایی از دانشگاه جهرم

دانشگاه جهرم در سال ۱۳۵۲ برای نخستین بار به صورت دانشکده‌ای علوم پایه و به عنوان ضمیمه دانشگاه شیراز راه‌اندازی شد که بعد از انقلاب اسلامی فعالیت آن متوقف گردید. در سال ۱۳۸۵ در سفر اول هیئت دولت به استان فارس کلنگ مرکز آموزش عالی جهرم بر زمین زده شد و این مرکز فعالیت خود را از سال ۱۳۸۶ رسماً آغاز کرد. در سال ۱۳۸۸ مرکز آموزش عالی جهرم به مجتمع آموزش عالی جهرم ارتقا یافت. مجتمع آموزش عالی جهرم نیز در سال ۱۳۹۰ به دانشگاه جهرم ارتقا یافت.

## دانشکده‌ها
در حال حاضر در دانشگاه جهرم، ۴ دانشکده، ۲۲ گروه آموزشی و ۲ هزار دانشجو در آن مشغول به‌تحصیل هستند.
- دانشکده مهندسی
- دانشکده کشاورزی[۱۶][۱۷]
- دانشکده علوم پایه
- دانشکده علوم انسانی

## تفاهم‌نامه‌ها
دانشگاه جهرم ۹ تفاهم‌نامه با ۸ دانشگاه از کشورهای افغانستان، عراق، غنا، سنگال، تانزانیا و کنیا در قالب ایجاد فرصت‌های مطالعاتی، جذب دانشجو به صورت بورسیه و گسترش مناسبات علمی به ویژه کشاورزی، امضا و مبادله کرده‌است و این دانشگاه اولین دانشگاهی است که در خارج از کشور کار عملیاتی در حوزه کشاورزی انجام می‌دهد. دو تفاهم‌نامه در حوزه فناوری اطلاعات در حوزه کشاورزی با دانشگاه غنا و احداث مرکز تحقیقات کشاورزی با فناوری تکنولوژی آبیاری و باغ نمونه از جمله همکاری‌های دانشگاه جهرم با این دانشگاه‌ها است.
- تفاهم‌نامه دانشگاه جهرم با دانشگاه غنا[۲۸]
- تفاهم‌نامه دانشگاه جهرم با دانشگاه تاکورادی[۲۹]
- تفاهم‌نامه دانشگاه جهرم با دانشگاه تئیس[۳۰]
- تفاهم‌نامه دانشگاه جهرم با دانشگاه آنتا دیوپ[۳۱]
- تفاهم‌نامه دانشگاه جهرم با دانشگاه طالبان [۲۲]
- تفاهم‌نامه دانشگاه جهرم با دانشگاه اسلامی نجف[۲۱]